# Sokoli Garb
Sokoli Garb (615 m n.p.m.) – wzniesienie w Górach Sowich, w północnej części Wzgórz Włodzickich.

## Położenie
Sokoli Garb położony jest na południe od Jaworowa nad Drogosławiem, dzielnicą Nowej Rudy. Między Sokolim Garbem a Sokolicą znajduje się Sokoli Stok.
Szczyt zaliczany do Odznaki „Korona Nowej Rudy”, inne to:
- Góra Wszystkich Świętych 648 m n.p.m.
- Góra św. Anny 647 m n.p.m.
- Krępiec 645 m n.p.m.
- Wilkowiec 598 m n.p.m.
- Bogusza 539 m n.p.m.
- Ruda Góra 516 m n.p.m.[3]